# 大通り公園

吉田川にかけられていた橋銘板を使ったレリーフ
横浜市都市デザイン室「横浜の詩」（1981年）

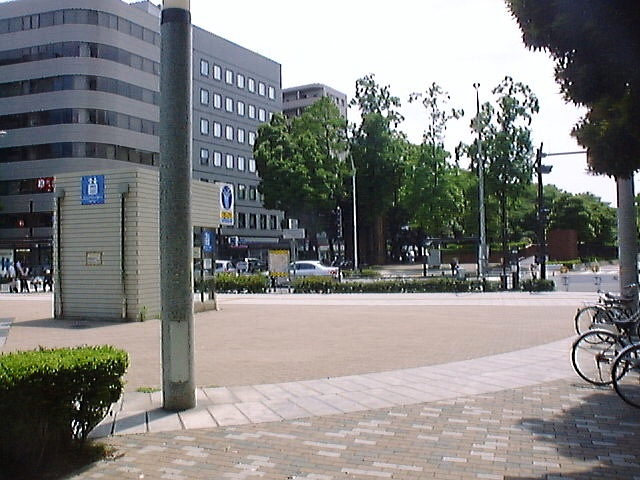
伊勢佐木長者町駅上付近

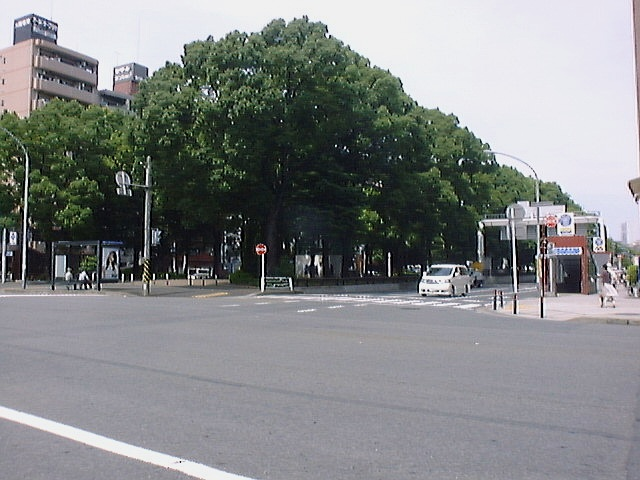
大通り公園西端（阪東橋駅前）

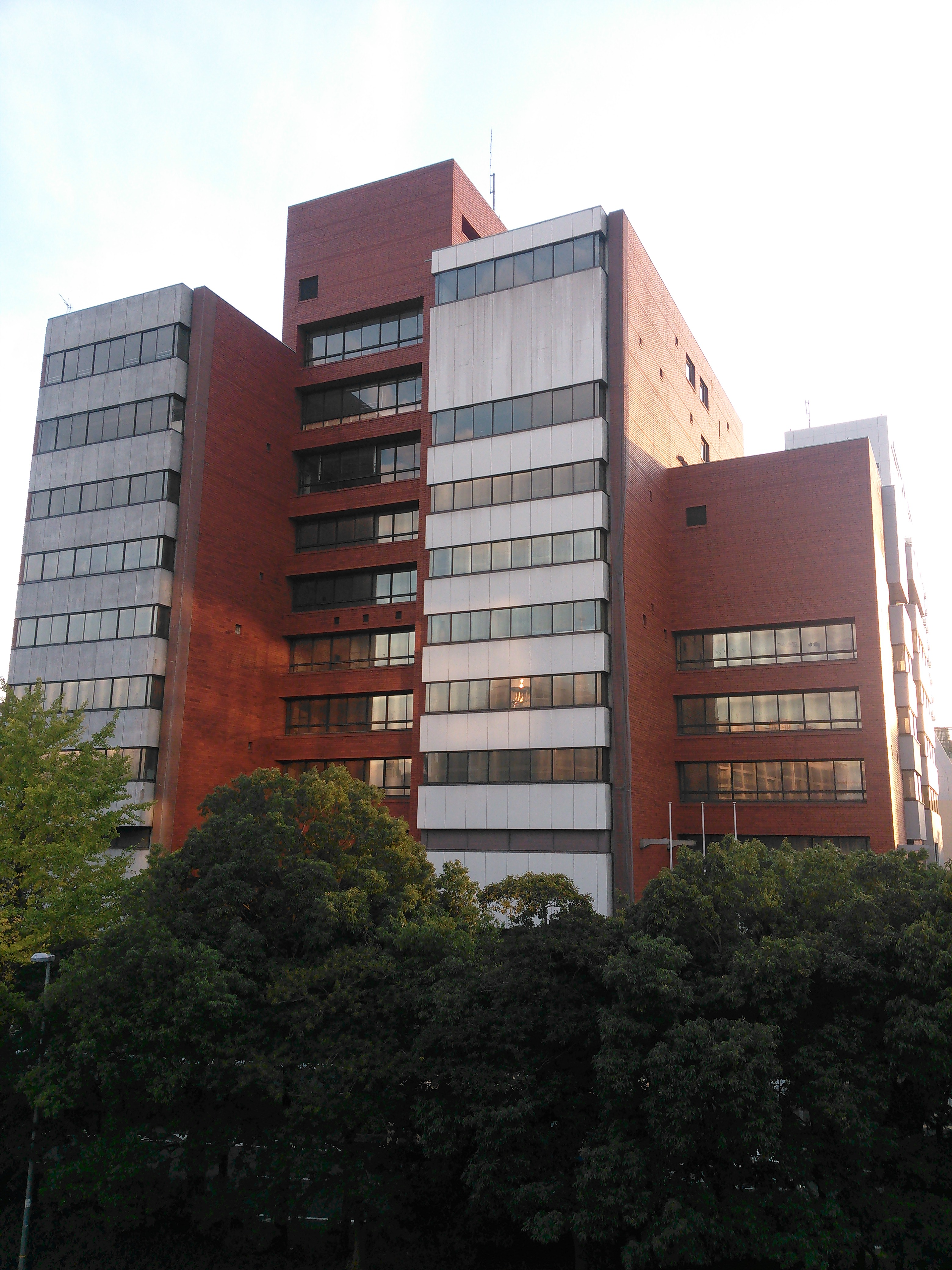
横浜市教育文化センター

大通り公園（おおどおりこうえん）は、神奈川県横浜市中区・南区にある公園。JR関内駅方面から、横浜市営地下鉄伊勢佐木長者町駅をほぼ中央とし、阪東橋駅にまで至る帯状の公園である。1978年（昭和53年）9月9日に開園した。

## 概要
1973年（昭和48年）まで当地に存在した運河吉田川・新吉田川を埋め立てて、その中に横浜市営地下鉄1号線が建設されることになり、その地上部に大通り公園が建設された。運河を埋め立てた公園であるためきわめて細長い公園であり、総延長1200m、平均幅30m、面積は3.6haである。横浜市中心部の魅力向上と防災を兼ねた「緑の軸線構想」の中核となる施設であり、横浜市六大事業の「都心部強化事業」・「高速鉄道（地下鉄）建設事業」・「高速道路網建設事業」の一部としても整備された。都心部緑地整備事業の一環として作られたもので、大通り公園の建設により、山下公園、日本大通り、横浜公園、くすのき広場、大通り公園、蒔田公園へと続く「緑の軸線」が作られた。市民の憩いの場のみならず、防災用地としてもきわめて重要である。
公園は「石の広場」、「水の広場」、「サンク・ガーデン」、「みどりの森」の4つの部分から構成されている。「石の広場」には野外ステージがあり、「水の広場」は水の一生をテーマにしている。「サンク・ガーデン」は伊勢佐木長者町駅周辺である。「みどりの森」は伊勢佐木長者町駅周辺のかつて千秋橋という運河にかかる橋のあったところから、阪東橋駅までに至る部分である。阪東橋駅は京急本線黄金町駅からほど近く、近くには大岡川が流れ、「川の町横浜」の雰囲気を伝えている。
大通り公園西端に1992年（平成4年）、1945年（昭和20年）5月29日の「横浜大空襲」の平和祈念碑が横浜戦災遺族会により建立された。毎年5月29日、大空襲の犠牲者を悼む平和祈念碑の内部が公開される。御影石に約千人の犠牲者の氏名が刻まれている。
2026年度中の利用開始を目指して、Park-PFIを活用したリニューアル（飲食店の設置も可）が進められる予定である。

## 彫刻
公園内には彫刻が設置されている。
- 石の広場　　　　　　 　
  - 「瞑想」（オーギュスト・ロダン）
- 水の広場　　　　　　　
  - 「三つの部分からなるオブジェ」（ヘンリー・ムーア）
- サンク・ガーデン　
  - 「働く女」（オシップ・ザッキン）

## 橋の詩
伊勢佐木長者町駅改札口前にかつて運河にかかっていた橋の橋名板が保存され、それが貼りつけられた「橋の詩」というレリーフとなっている。運河と橋を愛した地元市民からの要望により、1981年（昭和56年）10月31日に、当時の横浜市長細郷道一により設置された。運河のあった当時、関内駅方面から蓬莱橋 - 権三橋 - 鶴之橋 - 千秋橋 - 山吹橋 - 武蔵橋 - 長島橋 - 横浜橋 - 阪東橋 - 日本橋の順番で10の橋がかけられていた。千秋橋に横浜市電が走っており、現在伊勢佐木長者町駅がある。吉田川にかかっていたのが蓬莱橋-千秋橋間であり、1872年、1873年（明治5年、6年）にかけられ、新吉田川にかかっていた橋のうち、山吹橋、武蔵橋、長島橋、横浜橋、日本橋は運河完成直後の1897年（明治30年）頃にかけられたが、阪東橋のみ関東大震災後の1926年（大正15年）にかけられた。

## 横浜港と運河
大通り公園周辺は、江戸時代初期まで南北を山に囲まれた入り海であったが、1656年（明暦2年）より吉田勘兵衛がこの地を埋立て吉田新田と呼ばれていた。
横浜開港後明治時代に入り、横浜港と市街地、後背地を結びつける運河の開削事業が行われ、1870年（明治3年）に根岸湾から内陸を結ぶ堀割川が開削された。その時の土砂により吉田新田の沼地の一部が埋め立てられ市街地が作られ、その中央を貫き吉田川が開削された。
群馬県出身の横浜商人で、第七十四国立銀行の初代頭取である伏島近蔵（ふせじま ちかぞう）が中心になり、吉田新田の残りを埋め立て市街地を広げ、吉田川が延長され1896年（明治29年）に誕生したのが新吉田川である。伏島近蔵（北海道との関わりでは開拓事業にも参加した）の功績を記念し、没後40年にあたる1940年（昭和15年、皇紀2600年でもある）8月に建立された顕彰碑は、かつて彼が中心になり築いた新吉田川と新富士見川の交差する駿河橋付近にあったが、現在は吉田新田の鎮守であったお三の宮日枝神社境内に移されている。
横浜には現存する大岡川、中村川、堀川、堀割川の他に、現存しない小松川、派大岡川、吉田川、新吉田川、新富士見川、富士見川、日ノ出川、桜川という川があった。このうち小松川は堀であり下水道の要素が強く、明治初期に埋め立てられたが、他は横浜港と一体化した運河として縦横に横浜市街を流れていた（横浜市中心部の廃河川も参照）。横浜湾、市街地、後背地、根岸湾まで舟で結ばれる大運河網であり、横浜港の水運を支えていた。
昭和30年代より高度成長時代に入り、モータリゼーションの進行により水運が衰え、運河も次々と埋め立てられてゆき、吉田川、新吉田川も1973年（昭和48年）からの工事により消滅した。

## 参考資料
- 橋の詩：伊勢佐木長者町駅改札前レリーフ
- 横浜開港資料館展示会：「川の町・横浜　-ミナトを支えた水運」（2007年（平成19年）1月31日～4月22日まで実施）
- 横浜開港資料館報：「開港のひろば」（Number95）（2007年（平成19年）1月31日発行）